# Таврійськ (станція)
Таврі́йськ (до 1898 — Василівка, до 1956 — Попове) — вузлова, проміжна залізнична станція 4-го класу Запорізької дирекції Придніпровської залізниці на перетині електрифікованої лінії Запоріжжя I — Федорівка та неелектрифікованої лінії Таврійськ — Каховське Море між станціями Плавні (17 км), Бурчацьк (10 км) та Каховське Море (26 км). Розташована в місті Василівка Василівського району Запорізької області.

## Історія
Станція відкрита 23 червня 1874 року, під час прокладання головного ходу приватної Лозово-Севастопольської залізниці під первинною назвою Василівка.
У 1898 році станція перейменованана в Попове, на честь генерала Попова Василя Степановича, власника земель у колишньому Мелітопольському повіті, що були подаровані імператрицею Катериною II. Василь Попов і став засновником поселення, яке у 1957 році отримало статус міста Василівка. Маєток Попова став найбільшим серед замків Східної України.
Історичний вокзал був зруйнований під час Другої світової війни. У 1956 році відбудований сучасний залізничний вокзал. В тому ж році станція знову перейменована і має сучасну назву Таврійськ. Оскільки ця територія входила до складу Таврійської губернії, а сама місцевість іменувалася Таврією.
У 1969 році станція електрифікована постійним струмом (=3 кВ) в складі дільниці Запоріжжя — Мелітополь.
Поруч зі станцією знаходиться відома Садиба Попова — головна визначна пам'ятка архітектури, яка побудована впродовж 1864—1884 років, палацово-парковий ансамбль, нині — Василівський історико-архітектурний музей-заповідник «Садиба Попова», який можна побачити, проїжджаючи поїздами між станцією та зупинним пунктом Попове. Музей відкрито з 1993 року. «Садиба Попова» також відома як «Замок Попова», який є найбільшим серед замків у Східній України. Серед багатьох архітекторів замку безпосередню участь брав місцевий архітектор Олександр Агеєнко, за проєктом архітектора Стюнкла. Замок побудований в історичних стилях XIX століття з готичними, північноіталійськими та мавританськими рисами. Матеріалом стала цегла, так як генерал Василь Попов був власником трьох цегляних заводів в Василівці. Родина Попових володіла замком до 1917 року.
1 березня 2022 року після обстрілів російськими окупантами, в ході вторгнення в Україну, був зруйнований залізничний міст через річку Карачокрак, на північній околиці міста у Василівка. В результаті руйнування залізничного мосту сполучення поїздами з півднем Запорізької області було припинено. Підрив залізничного мосту  ускладнив поставки вугілля та роботу Запорізької теплової електростанції.
15 квітня 2022 року в результаті обстрілів російськими окупантами міста Василівки пошкоджена інфраструктура станції Таврійськ.

## Пасажирське сполучення
З початку повномасштабного російського вторгнення в Україну (з 2022) рух поїздів Мелітопольського напрямку тимчасово припинений.
| Рух пасажирських поїздів по станції Таврійськ |                       |                                                    |
| №                                             | Маршрут сполучення    | Періодичність курсування                           |
| Поїзд далекого сполучення                     |                       |                                                    |
| 317/318 «Таврія»                              | Запоріжжя — Одеса     | Скасований з 25.10.2020, курсував по парних числах |
| Приміські поїзди                              |                       |                                                    |
| 6801/6802                                     | Енергодар — Запоріжжя | Щоденно, відновлено курсування з 19.08.2021        |
| 6809/6810                                     | Запоріжжя — Енергодар | Щоденно, відновлено курсування з 19.08.2021        |

На станції Таврійськ зупинявся до 25 жовтня 2020 року єдиний нічний пасажирський поїзд «Таврія» № 317/318 сполученням Запоріжжя — Одеса, що курсував через день.
На станції зупинялися всі приміські електропоїзди, що прямували до станцій Запоріжжя I, Запоріжжя II, Вільнянськ, Пришиб, Федорівка, Мелітополь, Новоолексіївка, Генічеськ, Сиваш.
З 19 серпня 2021 року відновлено рух приміського поїзду сполученням Запоріжжя — Енергодар, який через карантинні обмеження спричиненими захворюваності на COVID-19 був скасований з 18 березня 2020 року.

## Галерея

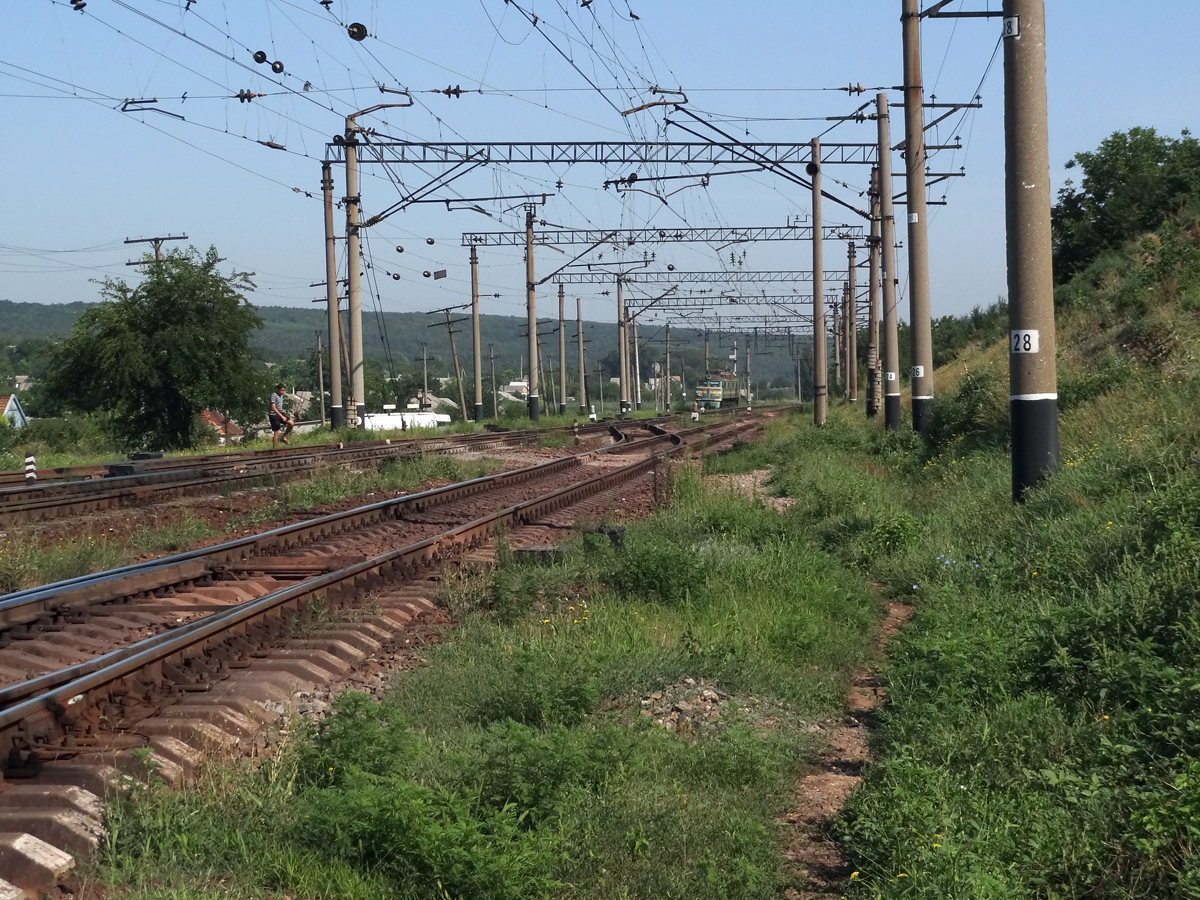
Краєвид у напрямку станції Запоріжжя I
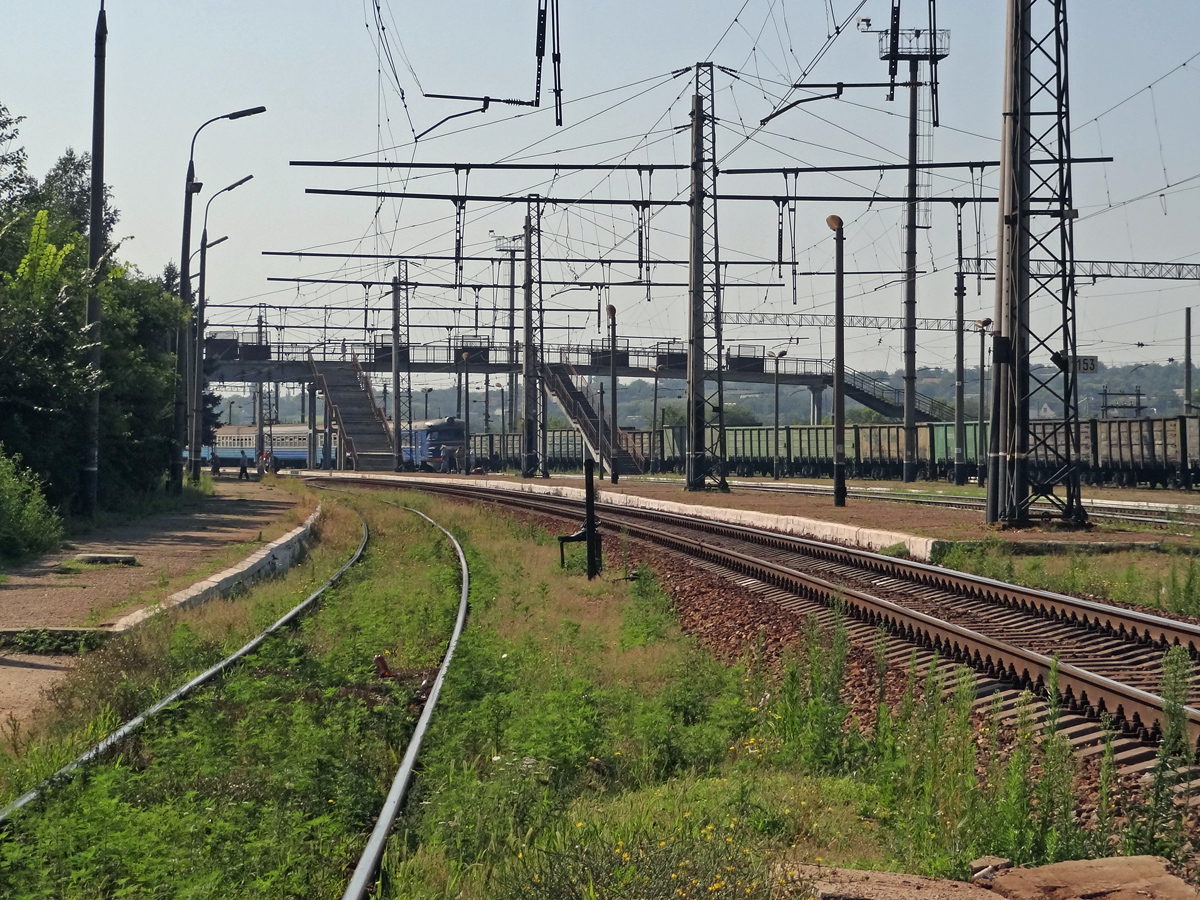
Краєвид у напрямку станції Федорівка
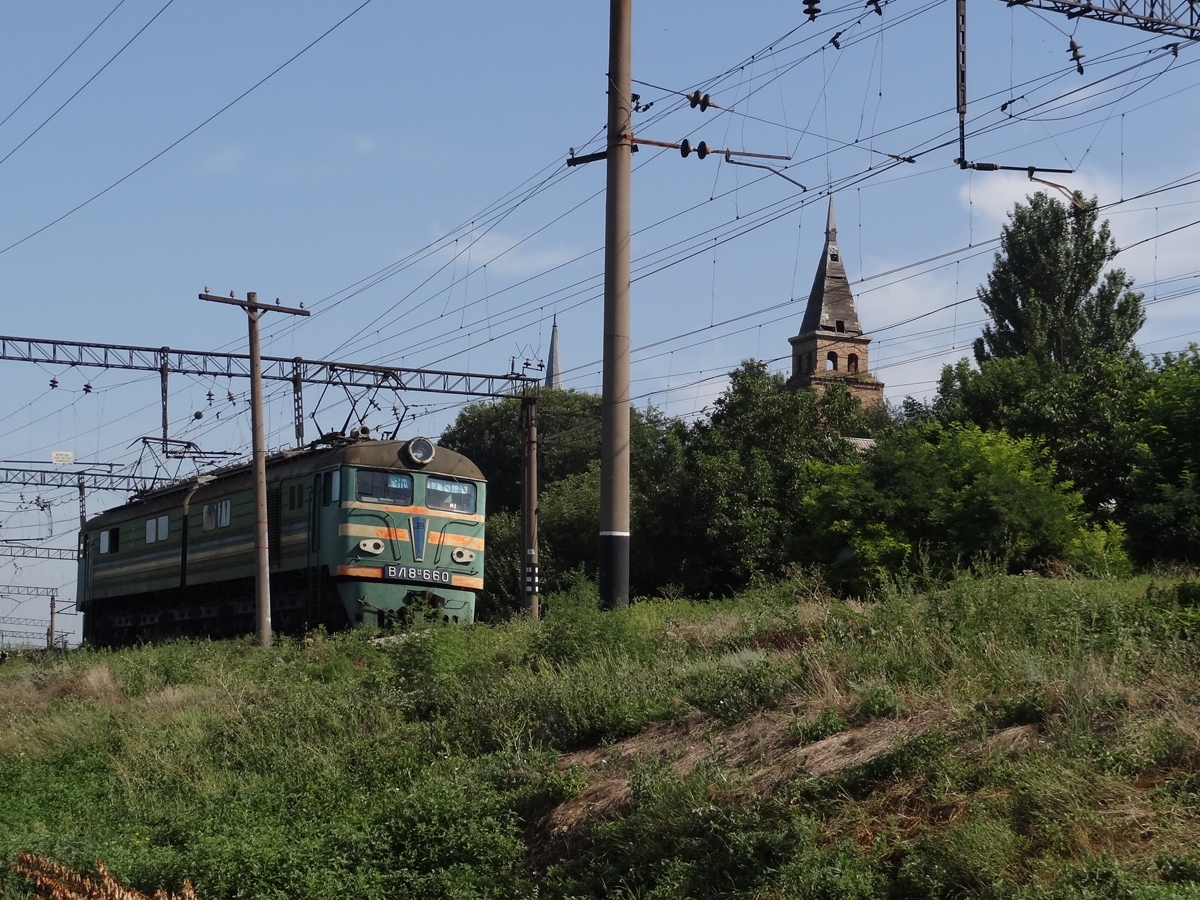
Електровоз ВЛ8 біля Садиби Попова
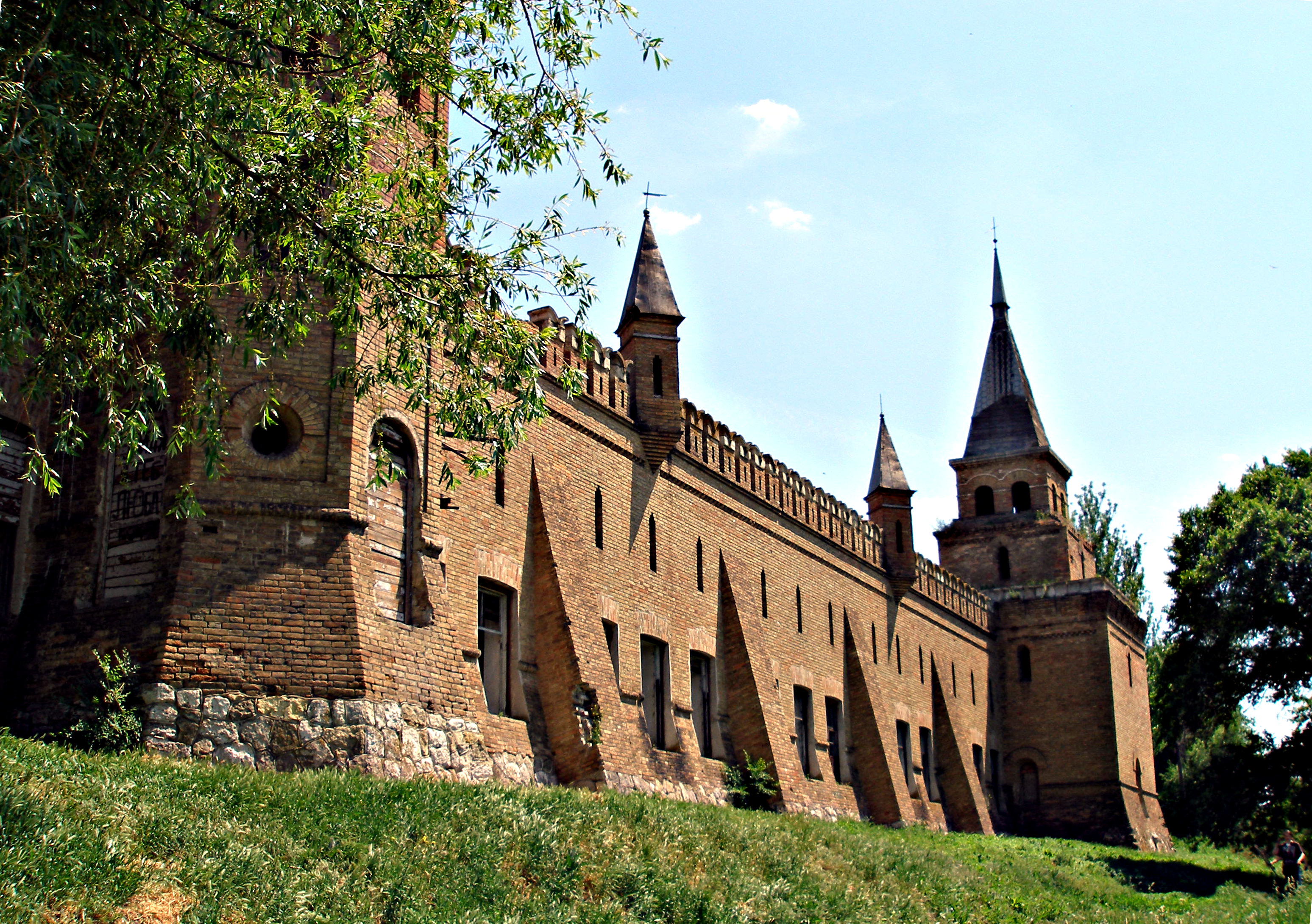
Садиба Попова